# Leopold August Warnkönig

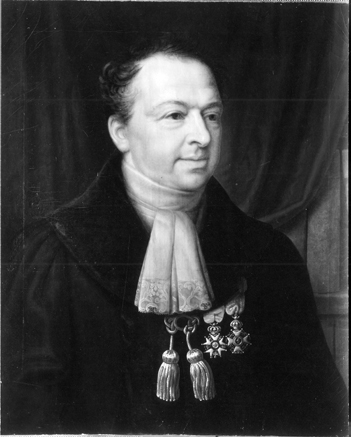
Leopold August Warnkönig.

Leopold August Warnkönig,  född den 1 augusti 1794 i Bruchsal, död den 19 augusti 1866 i Stuttgart, var en tysk rättshistoriker och rättsfilosof, även verksam i Belgien.
Warnkönig blev professor i juridik i Liège 1817, i Leuven 1827, i Gent 1831, i Freiburg 1836 och slutligen i Tübingen 1844, en befattning vilken han lämnade 1856. Tillsammans med Konrad Franz Rosshirt utgav Warnkönig Zeitschrift für Civil- und Criminalrecht (1831 ff.).

## Bibliografi (i urval)

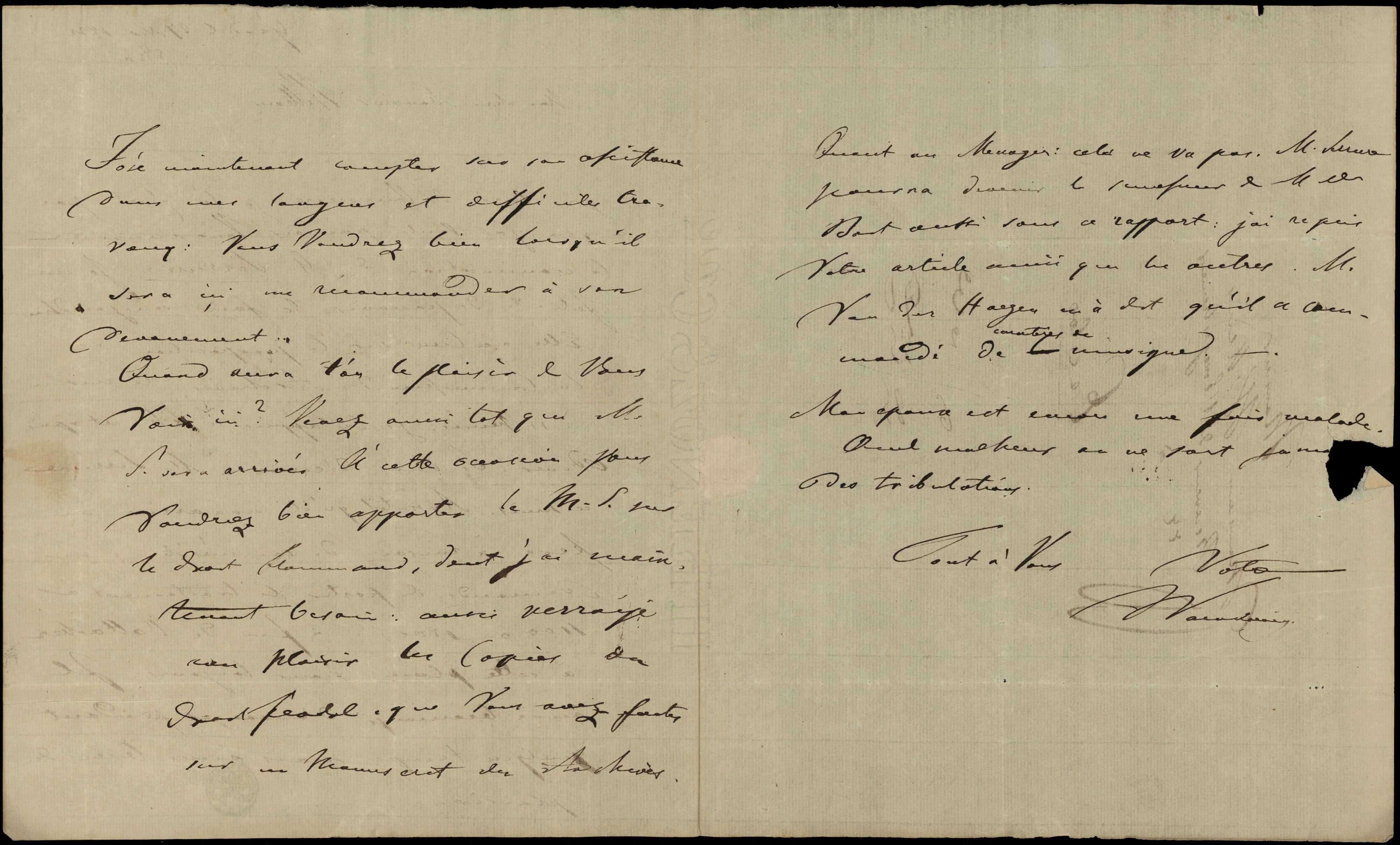
Brev (1832)